# ماتيوس هينريك
ماتيوس هينريك (مواليد 19 ديسمبر 1997) هو لاعب كرة قدم برازيلي يلعب في مركز خط الوسط المدافع في نادي غريميو بورتو أليغرينزي.

## روابط خارجية
- ماتيوس هينريك على موقع قاعدة بيانات كرة القدم.إي يو (الإنجليزية)
- ماتيوس هينريك على موقع ليكيب (الفرنسية)
- ماتيوس هينريك على موقع ناشيونال فوتبول تيمز (الإنجليزية)
- ماتيوس هينريك على موقع Soccerway.com (الإنجليزية)
- ماتيوس هينريك على موقع عالم كرة القدم.نت (الإنجليزية)
- ماتيوس هينريك على موقع اللجنة الأولمبية الدولية (الإنجليزية)
- ماتيوس هينريك على موقع أوليمبيديا (الإنجليزية)
- ماتيوس هينريك على موقع اللجنة الأولمبية البرازيلية (البرتغالية)